# Saccade oculaire

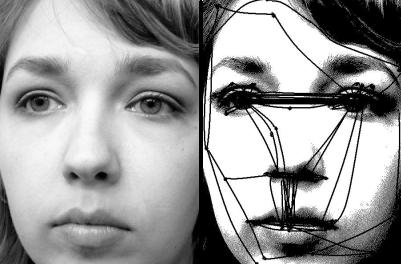
Tracés de saccades oculaires lors de l'observation d'un visage.

Une saccade oculaire est un bref et rapide mouvement des yeux entre deux positions stables (vitesse variant de 400 à 800°/s et durée inférieure à 50 ms). Le but d'une saccade oculaire est d'amener très rapidement l'image d'un objet sur la fovéa. Cependant, on retrouve des saccades chez des animaux sans fovéa comme le lapin. Le système des saccades peut collaborer avec d’autres systèmes, par exemple lors du nystagmus optocinétique et vestibulo-oculaire ainsi qu’avec le système de vergences et de poursuite. La saccade peut être suivie d'une saccade de correction en cas d'imprécision vers le but visuel. 
Les saccades peuvent être déclenchées de manière exogène, après l'arrivée d'un stimulus, et sont alors des saccades réflexes. Elles peuvent par ailleurs être déclenchées de manière endogène, c’est-à-dire par la volonté de l’individu, et on parle alors de saccades volontaires. Il existe aussi des saccades vers un stimulus non encore présent (saccades anticipées), vers un stimulus déjà présent (saccades prédictives) ou vers un stimulus absent (saccades mémorisées). Enfin, on peut retrouver des saccades dirigées à l’opposé du stimulus (anti-saccades), des saccades réalisées dans l’obscurité totale (saccades spontanées) et des saccades réalisées pendant le sommeil paradoxal (REM, rapid eye movement). Elles peuvent être également dirigées vers un son ou encore la localisation mémorisée d'une cible dans l'espace. 
L'exploration visuelle de notre monde est principalement fondée sur d'incessantes saccades (en moyenne 3 par seconde).
Émile Javal est généralement considéré comme l'un des premiers chercheurs à avoir utilisé le terme « saccade » pour qualifier des mouvements rapides de l’œil pendant la lecture dans ses articles publiés entre 1878 et 1879. À la même époque, Edwald Hering décrivit également ces mouvements oculaires et utilisa un dispositif auditif miniature, placé sur les paupières, qui lui permit « d'entendre » l'activité des muscles extra-oculaires. Un son bref s'associait à une saccade.
Les saccades sont également rencontrées dans le nystagmus oculaire. Elles entrecoupent les mouvements lents (pathologiques ou induits par une rotation du champ visuel) composant le nystagmus oculaire.
En France, les orthoptistes sont autorisés à étudier et à enregistrer les mouvements oculaires dont les saccades.

## Mécanismes
La cinématique des saccades obéit à de nombreuses régularités : séquences principales, loi de Donders, loi de Listing.

### Latence
L'initiation d'une saccade peut être caractérisée par sa latence, c'est-à-dire le temps écoulé entre la présentation d'une cible et le déclenchement du mouvement des yeux. Par convention, le début de la saccade est identifié dès que les mouvements des yeux atteignent une vitesse de 30°/s. Cette latence est environ égale à 200 ms chez le sujet adulte sain, mais cette valeur dépend aussi bien des propriétés du stimulus (luminance, taille, amplitude, contraste, complexité, cible visible ou cible auditive…), de l’environnement que de l’âge du sujet,, ou encore la prise de substances pharmacologiques.

### Main sequence(vitesse, durée et amplitudes des saccades)
La séquence principale (ou main sequence en anglais) représente la relation entre l'amplitude de la saccade et sa durée ou son pic de vitesse. Plus la saccade est grande, plus elle est rapide et plus elle dure longtemps. La relation entre l'amplitude et la durée est linéaire pour une gamme d'amplitudes entre 5 et 50°. Ainsi, à partir d'une valeur comprise entre 20 et 30 ms (représentant une saccade d'une amplitude d'au moins 5°), la durée de la saccade augmente de 2,5 ms par degré de rotation supplémentaire chez l'Homme. La vitesse de l’œil augmente linéairement pour une amplitude comprise entre 0,03° et 20° puis sature pour des amplitudes plus élevées. 
En dehors de l'amplitude de la saccade, la vitesse et la durée de l’œil ne peuvent être contrôlées par la personne, mais certains facteurs peuvent être affectées par l'état de vigilance du sujet, et la nature de la cible. Les saccades les moins rapides sont les saccades effectuées dans le noir,, les saccades vers une cible mémorisée, celles dirigées vers une cible auditive, les saccades anticipées et les anti-saccades (saccades dirigées dans la direction opposée à la cible visuelle). Aussi, les mouvements vers le bas sont plus rapides que les mouvements vers le haut.

### Le gain (précision)
La précision d’une saccade est caractérisée par le gain. Le gain est le rapport entre l’amplitude de la saccade et l’amplitude de déplacement de la cible. Lorsque la saccade dépasse la cible, on parle de saccade hypermétrique. Si elle manque la cible, on parle de saccade hypométrique. Chez le sujet standard, environ 10 % des saccades manquent la cible,.
Il est normal de retrouver des saccades légèrement hypométriques chez le sujet standard, d’autant plus quand la cible se déplace en périphérie et à une grande excentricité. De la même manière, une hypermétrie est retrouvée pour des saccades de petites amplitudes et lorsque la cible se déplace vers le centre. De plus, on retrouve une hypométrie lors des mouvements de saccades vers le haut, et une hypermétrie lors des mouvements de saccades vers le bas.
Selon l’âge ou l’état physique, le sujet peut préférer faire deux petites saccades au lieu d’une grande pour atteindre la cible à fixer. 
Lors de la fixation d'une cible visuelle, on peut distinguer des plus petites saccades appelées microsaccades. Elles font partie des mouvements dits de fixation. D'un point de vue neuronal, il semble que les microsaccades et les saccades plus larges soient générées par un substrat neuronal commun comme le suggèrent des études sur le colliculus supérieur ou la formation réticulée.

## Développement chez l'enfant

### Latence
La latence des saccades horizontales diminue progressivement, atteignant des valeurs similaires à l'adulte à partir de l'âge de 12 ans. Ce résultat serait en rapport avec la maturation des régions corticales qui se fait des régions dorsales vers les régions ventrales. En effet, en 2008, des auteurs ont montré que les aires frontales et pariétales postérieures, impliquées dans les saccades visuellement guidées continuent à subir une myélinisation jusqu’à l’adolescence.

### Vitesse
La vitesse des saccades horizontales et verticales des enfants atteint des valeurs similaires à l'adulte très rapidement, avant l'âge de 6 ans,.

### Gain
Le gain des saccades horizontales s'améliore jusqu'à au moins l'âge de 15 ans.